# Streitkräfte Äquatorialguineas
Die Streitkräfte Äquatorialguineas (span. Fuerzas Armadas de Guinea Ecuatorial) sind das Militär der Republik Äquatorialguinea.

## Allgemeines
Die äquatorialguineaischen Streitkräfte gliedern sich in die drei klassischen Teilstreitkräfte und eine paramilitärische Gendarmerie. Sie hat eine geschätzte Personalstärke von 1.450 Mann und wird durch paramilitärische Einheiten in unbekannter Größe ergänzt. Die polizeilichen Sicherheitskräfte werden von Israelis ausgebildet.

## Geschichte
Am 12. Oktober 1968 wurde die spanische Kolonie Äquatorialguinea in die Unabhängigkeit entlassen. Präsident Francisco Macías Nguema orientierte sich an der Sowjetunion und konnte als strategischer Verbündeter auf deren Unterstützung bauen. Mitte der 1970er Jahre waren rund 500 kubanische Militärberater im Land. Nach dem Militärputsch Teodoro Obiang Nguema Mbasogos 1979 wurden die Streitkräfte reorganisiert.

## Ausrüstung

### Landstreitkräfte
Infanteriewaffen
- AKM
- FN FAL (Sturmgewehr)
- RPD (Maschinengewehr)
- RPG-7 (reaktive Panzerbüchse)

Fahrzeuge
| Fahrzeug         | Herkunft            | Typ                                  | In Dienst | Anmerkungen |
| ---------------- | ------------------- | ------------------------------------ | --------- | ----------- |
| T-55             | Sowjetunion         | Kampfpanzer                          | 3         |             |
| BMP-1            | Sowjetunion         | Schützenpanzer                       | 20        |             |
| WZ551            | Volksrepublik China | SchützenpanzerMannschaftstransporter | 36        |             |
| BRDM-2           | Sowjetunion         | Spähpanzer                           | 6         |             |
| BTR-152          | Sowjetunion         | Mannschaftstransporter               | 10        |             |
| Reva             | Südafrika           | MRAP                                 | 25        | berichtet   |
| Dongfeng Mengshi | Volksrepublik China | Mehrzweckfahrzeug                    |           |             |

#### Sonstige Waffen
| Typ       | Herkunft            | Funktion              |
| --------- | ------------------- | --------------------- |
| HJ-8      | Volksrepublik China | Panzerabwehrlenkwaffe |
| QianWei-2 | Volksrepublik China | Lenkwaffensystem      |
| SU-23     | Sowjetunion         | Flugabwehrkanone      |

### Seestreitkräfte
Nach einigen Putschversuchen und Überfällen von See wird eine Radarkette zur Küstenüberwachung eingerichtet. Damit beauftragt ist Military Professional Resources (MPRI), ein privates Sicherheitsunternehmen. Die modernen Küstenschutzboote werden von israelischen Spezialisten gewartet.
| Schiffsklasse  | Herkunft                    | Einheiten                                | Verdrängung | Anmerkungen                     |
| -------------- | --------------------------- | ---------------------------------------- | ----------- | ------------------------------- |
|                | Ukraine Bulgarien           | Wele Nzas (F073)                         | 2500 t      | Fregatte und Flottenflaggschiff |
| OPV-88         | Bulgarien Äquatorialguinea  | Bata                                     | 1360 t      | Korvette                        |
| Shaldag Mk. II | Israel                      | Isla de Corisco Isla de Annobon          | 64 t        | Küsten-Patrouillenboot (IPV)    |
| Sa'ar 62       | Israel                      | Kie Ntem Litoral                         | 470 t       | Hochseepatrouillenboot (OPV)    |
|                | Ukraine                     | Cabo San Juan Estuario de Muni           | 320 t       | Patrouillenboot                 |
| Projekt 1400   | Sowjetunion                 | Miguel Ela Edjodjomo Hipolito Micha      | 40 t        | Patrouillenboot                 |
| Daphne         | Dänemark                    | Ureca                                    | 190 t       | Patrouillenboot                 |
|                | Volksrepublik China Ukraine | Capitán de Fragata David Eyama Angue Osa | 1400 t      | Landungsfahrzeug                |

### Luftstreitkräfte

Kokarde der äquatorialguineaischen Luftwaffe

Die äquatorialguineaischen Luftstreitkräfte betreiben 11 Flugzeuge und 9 Hubschrauber (Stand Ende 2022).
| Luftfahrzeug       | Herkunft          | Bilder                                             | Verwendung                     | Version        | Aktiv     | Bestellt  | Anmerkungen                          |
| Flugzeuge          | Flugzeuge         | Flugzeuge                                          | Flugzeuge                      | Flugzeuge      | Flugzeuge | Flugzeuge | Flugzeuge                            |
| ------------------ | ----------------- | -------------------------------------------------- | ------------------------------ | -------------- | --------- | --------- | ------------------------------------ |
| Suchoi Su-25       | Sowjetunion       | Beispielbild                                       | Erdkampfflugzeug               | Su-25KSu-25UBK | 2         |           | Kennzeichen: 026, 027, 031, 032      |
| Airbus C-295       | Europäische Union | Beispielbild                                       | TransportflugzeugSeeaufklärer  |                | 1         |           |                                      |
| Iljuschin Il-76    | Sowjetunion       |                                                    | Transportflugzeug              |                | 1         |           |                                      |
| Let L-410          | Tschechoslowakei  |                                                    | Transportflugzeug              |                | 2         |           |                                      |
| Aero L-39 Albatros | Tschechoslowakei  | Aero L-39 Albatros der Luftwaffe Äquatorialguineas | Schulflugzeug                  |                | 2         |           | Kennzeichen: 024 und 025             |
| Hubschrauber       |                   |                                                    |                                |                |           |           |                                      |
| Mil Mi-24          | Sowjetunion       | Beispielbild                                       | Kampfhubschrauber              | Mil Mi-35      | 7         |           | Kennzeichen: 010, 012, 018, 020, 022 |
| Mil Mi-26          | Russland          | Beispielbild                                       | Schwerer Transporthubschrauber |                | 1         |           |                                      |
| Kamow Ka-29        | Sowjetunion       | Beispielbild                                       | Transporthubschrauber          |                | 1         |           |                                      |